# Davina Philtjens
Davina Philtjens (26 februari 1989) is een Belgische voetbalspeelster. Ze speelt onder meer voor het Belgisch nationaal vrouwenelftal.
Sinds 2008 speelt ze als aanvaller bij Standard Luik in de Super League. Van 2016 tot 2018 speelde ze bij Ajax en sinds het seizoen 2018/2019 bij ACF Fiorentina.
Philtjens debuteerde in 2008 bij de Red Flames waar ze een vaste waarde werd.